# Hermetia concinna
Hermetia concinna is een vliegensoort uit de familie van de Stratiomyidae. De wetenschappelijke naam van de soort is voor het eerst geldig gepubliceerd in 1900 door Williston.